# 平岡準
平岡 準（ひらおか じゅん）は、幕末の旗本、静岡藩士。明治時代の官吏。維新後は四郎、退官後は準蔵と改名した。

## 略歴
文久2年（1863年）12月、書院番、講武所砲術教授方出役より歩兵頭並に転じ、文久3年（1863年）5月、京都に派遣され、慶応元年（1865年）4月、同地で歩兵頭並に進んだ。
慶応3年（1867年）1月、京都在勤中に大坂西町奉行に任じ、同月中に辞任した。数か月寄合にあって、同年8月に目付に任じ、和泉守を称した。同年10月、外国奉行に転じ、慶応4年（1868年）2月、勘定奉行に進み、公事方、勝手方も務めた。
王政復古後は引き続き徳川家（静岡藩）に仕え、小栗政寧とともに勘定頭を務めた。明治2年（1869年）勘定組頭渋沢栄一の商社設立の建言を容れ、静岡紺屋町に日本初の株式会社である商法会所を設立した。廃藩置県後は静岡県権少参事を経て、明治4年（1871年）11月、宇和島県参事に任じた。
のち東京府浅草区に移って米穀商に転身するものの、静岡に隠棲していた徳川慶喜の家政にも携わっていた。明治26年（1893年）渋沢によって慶喜の伝記作成が発案されると、慶喜と相談して没後期間をおいてから発表することを条件に了承している。
明治29年（1896年）8月7日没。享年62。墓所は台東区池之端の正慶寺で、横長の墓石正面に「平岡氏累代之墓」とあり、裏面に「義徳院殿英山宗俊居士」という戒名を刻む。